# Jardim Humaitá
Jardim Humaitá é um bairro da cidade brasileira de São Paulo localizado na zona oeste da cidade, no distrito da Vila Leopoldina.